# Santé Canada
Santé Canada (en anglais : Health Canada) est un ministère du gouvernement du Canada qui est responsable d'aider les Canadiens à maintenir et à améliorer leur état de santé.
Le ministre actuel de la Santé est la libérale Marjorie Michel.
Le ministère est également responsable pour plusieurs agences fédérales reliées au domaine de la santé, telles l'Agence de la santé publique du Canada. Ces organisations assistent le gouvernement fédéral et les provinces avec la règlementation des activités pharmaceutiques et des activités du domaine de la santé publique. Elles  collaborent aussi avec d'autres ministères fédéraux et provinciaux afin d'assurer l'application des règlements fédéraux concernant la sécurité des aliments, des produits de santé, des drogues fabriquées par les compagnies pharmaceutiques et des activités des facilités de recherche des produits pharmaceutiques.
Il faut cependant mentionner qu'au Canada, la santé est de juridiction provinciale : bien que Santé Canada soit un organisme influent dans tout le pays, ce sont les ministères provinciaux de la santé qui dirigent indépendamment les soins à la population (par exemple le ministère de la Santé et des Services sociaux au Québec). Les lois fédérales concernant la santé consistent principalement à assurer la règlementation de la fabrication des produits pharmaceutiques, la recherche pharmaceutique, la sécurité alimentaire et des biens de consommation qui ont un impact sur la santé publique.

## Objectifs
En travaillant avec d'autres à promouvoir la confiance des Canadiens, Santé Canada vise à :
- prévenir et réduire les risques pour la santé individuelle et pour l'ensemble de l'environnement ;
- promouvoir des modes de vie plus sains ;
- intégrer au renouvellement du système de soins de santé des plans à long terme de prévention, de promotion et de protection de la santé ;
- réduire les inégalités dans le domaine de la santé au sein de la société canadienne ;
- fournir de l'information sur la santé afin d'aider les Canadiens à prendre des décisions éclairées.

## Directions générales et agences
Santé Canada comprend les directions générales et agences suivantes : 

### Directions générales
- Agence de réglementation de la lutte antiparasitaire
- Bureau de la vérification et de la responsabilisation
- Direction générale de la politique stratégique
- Direction générale de la santé des Premières nations et des Inuits
- Direction générale de la santé environnementale et de la sécurité des consommateurs
- Direction générale des affaires publiques, de la consultation et des communications
- Direction générale des produits de santé et des aliments
- Direction générale des régions et des programmes
- Direction générale des services de gestion
- Direction générale du contrôleur ministériel

### Agences
- Agence de la santé publique du Canada
- Agence canadienne d'inspection des aliments
- Procréation assistée Canada
- Instituts de recherche en santé du Canada
- Conseil de contrôle des renseignements relatifs aux matières dangereuses
- Conseil d'examen du prix des médicaments brevetés

### Autres
La Direction des produits de santé commercialisés est également un organisme de Santé Canada.

## Approbation des médicaments
Pendant la pandémie de Covid-19, Santé Canada a revu son processus d’approbation des médicaments en mettant en place des processus d’évaluation accélérés. À la suite de ce changement de procédure, seuls 8 % des demandes ne recevaient pas de réponse dans les 200 jours prescrits, contrairement à 33 % dans les 300 jours du système précédent.